# Hendrick Cornelisz Vroom
Hendrik Cornelisz. Vroom ( Haarlem, ca. 1562 - Haarlem, 1640) va ser un pintor barroc holandès, especialitzat en pintures marines, gènere del qual va ser iniciador a les Províncies Unides dels Països Baixos.

## Biografia

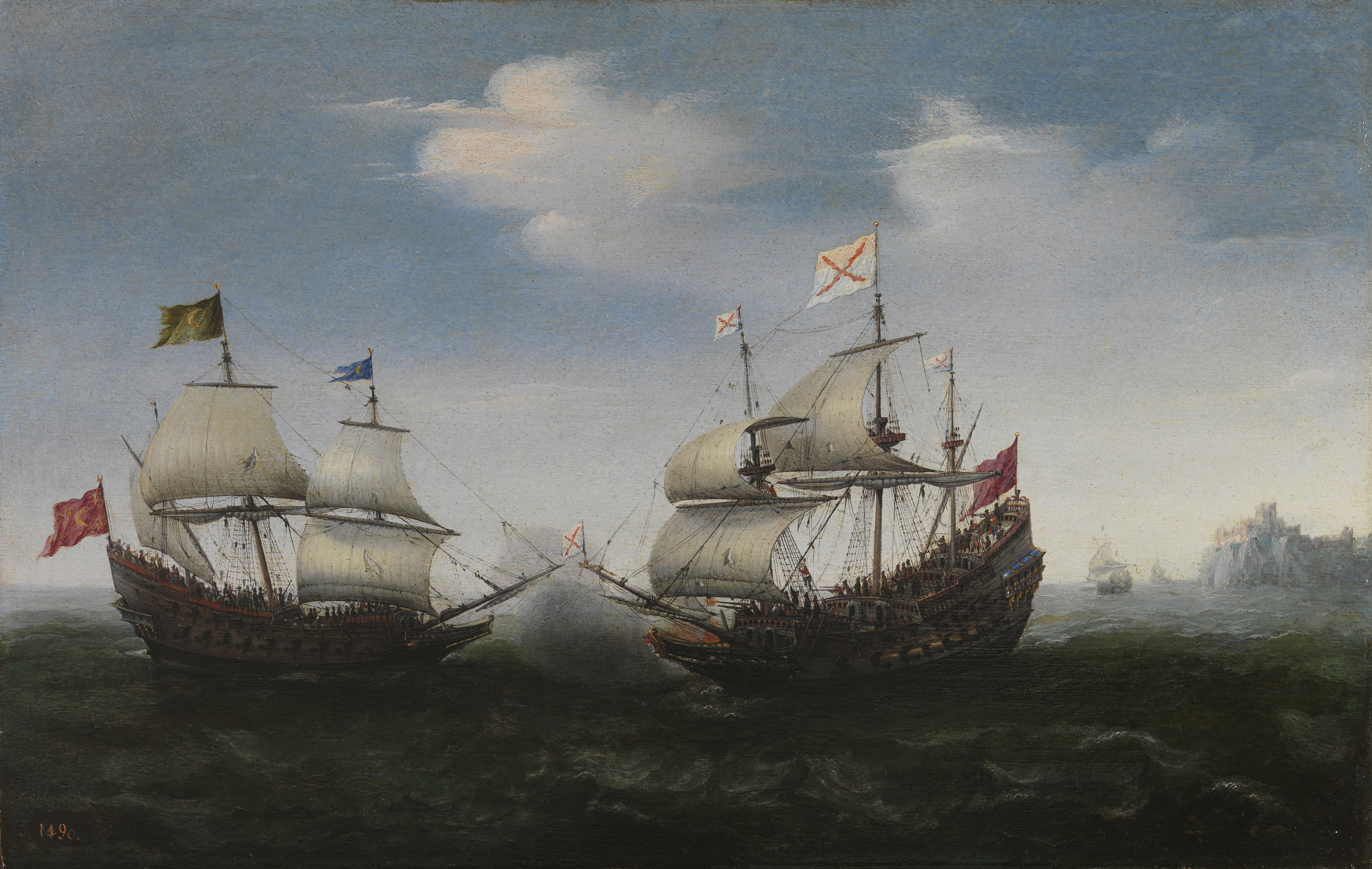
Combat naval davant d'una costa rocosa, oli sobre taula, 37 x 58 cm, Madrid, Museu del Prado

Després de viatjar pels Països Baixos, cap a 1585 va embarcar a Rotterdam amb destinació a Espanya. Després de passar per Sevilla va viatjar a Itàlia; va visitar Liorna i Florència abans d'arribar a Roma, on va treballar per al cardenal Ferran I de Mèdici i va rebre lliçons de Paul Brill. Amb ell va viatjar per Itàlia per visitar Venècia, Milà i Torí. Aquí va conèixer Jan Kraek de qui va ser alumne segons Karel van Mander, que va escriure una biografia fabulada del pintor, convertit en heroi d'aventures. Al voltant de 1587 va passar a França. De Marsella viatjar a Ais de Provença, Lió, París i Rouen. D'allà a Haarlem on es trobava de tornada el 28 de desembre de 1589 i va contreure matrimoni. Dos anys després va viatjar a Danzig amb la seva dona per visitar el seu oncle, l'arquitecte Fredrik Hendriks Vroom, que el va instruir en perspectiva i, segons Karel van Mander, va pintar un retaule per als jesuïtes. Abans de finalitzar l'any es trobava de nou a Haarlem, encara que per poc temps, ja que el 1592 es va absentar de nou breument per viatjar a Londres.
Establert definitivament a Haarlem el 1592, es va consolidar com a pintor de marines i va proporcionar dissenys per a tapissos. A més va rebre al seu taller com a aprenents Aert Anthonisz, Nicolaes de Kemp i Jan Porcellis, pintors de marines i continuadors del seu estil, com els seus dos fills, Cornelis Hendriksz. Vroom i Frederik.

## Obra
Les marines de Vroom es caracteritzen per l'ordenació del color a dues bandes, fosca la del primer terme, creant l'efecte d'un mar agitat, i intensament il·luminada a la llunyania, on es fonen la desdibuixada línia de costa i el cel. En contrast, les naus, sovint de guerra, es pinten amb detallisme. D'altra banda, el punt de vista elevat de les primeres obres, amb l'efecte de visió panoràmica, va acabar substituint-lo en obres més avançades per horitzons més baixos, amb un punt de vista més natural.